# Șepreuș (gmina)
Șepreuș – gmina w Rumunii, w okręgu Arad. Obejmuje tylko jedną miejscowość Șepreuș. W 2011 roku liczyła 2481 mieszkańców.